# 復興黨 (保加利亞)
復興黨（羅馬化：Vazrazhdane）是保加利亚的一个极右翼极端民族主义政党，成立于2014年8月。該黨主席是Kostadin Kostadinov。该党被不同分析家和媒体定义为反欧盟、反北约、反美、親俄，并反对2019冠状病毒病疫苗接种和传播反疫苗言论。